# Emil Cohen
Emil Wilhelm Cohen (Jutland, 12 ottobre 1842 – 13 aprile 1905) è stato un mineralogista tedesco.

## Biografia
Studiò nelle università di Berlino e Heidelberg e dal 1867 al 1872 fu assistente in mineralogia in quest'ultima università. Trascorse un anno e mezzo in Sud Africa, dove studiò i depositi di diamanti e oro.
Nel 1885 fu nominato professore di mineralogia all'Università di Greifswald; qui studiò le derive nordiche e la loro origine. Si dedicò anche alla petrografia cosmica, descrivendo in particolare la struttura dei meteoriti ferrosi e dei minerali in essi contenuti. Ad esempio, isolò e analizzò un carburo di ferro, che in seguito fu chiamato cohenite in suo onore. Nel 1891, insieme a Ernst Weinschenk, scoprì i diamanti nei meteoriti.

## Opere
- Geognostisch-petrographische Skizzen aus Südafrika (1874)
- Erläuternde Bemerkungen zu der Routenkarte einer Reise Lydenburg• nach den Goldfeldern und von Lydenburg nach der Delagoabai im östlichen Südafrika (1875)
- Sammlung von Mikrophotographien zur Veranschaulichung der mikroskopischen Struktur von Mineralien und Gesteinen (1881–83; terza edizione, 1899)
- Meteoritenkunde (seconda edizione, 1903)
- Meteoreisenstudien (1891-1900)